# Wells Gray Provincial Park
Der Wells Gray Provincial Park ist ein großes Naturschutzgebiet im Osten des Cariboo Regional District in der kanadischen Provinz British Columbia. Er ist nach dem Tatshenshini-Alsek Provincial Park, dem Spatsizi Plateau Wilderness Provincial Park und dem Northern Rocky Mountains Provincial Park der viertgrößte der Provincial Parks in British Columbia.

## Lage und Naturraum
Der Wells Gray Provincial Park liegt im Übergangsbereich der Cariboo Mountains mit dem Interior Plateau im Bereich des Wells Gray-Clearwater-Vulkanfeldes. Direkt im Norden schließt sich der Cariboo Mountains Provincial Park – früher Mitchell Lake/Niagara Provincial Park – an. Gemeinsam mit dem nördlich hieran anschließenden Bowron Lake Provincial Park sowie mehreren kleinen Provinzparks bilden sie ein nahezu geschlossenes über 810.000 Hektar großes Naturschutzgebiet im Westen der Cariboo Mountains.
Auf der Fläche des Parks von 5400 km², die den Oberlauf des Clearwater River und seiner Nebenflüsse umfasst, verteilen sich 5 große – Hobson Lake, Azure Lake, Clearwater Lake, Murtle Lake und Mahood Lake – und zahlreiche kleinere Seen.
Am Mount Goddall erreichen die Gipfel eine Höhe von 2911 m, weitere Gipfel im Park sind Mount Winder (2758 m), Mount Beaman (2755 m) und Mount Aves (2606 m), in den südlichen Randgebieten des Parks beträgt die Höhe im Tal des Clearwater River weniger als 500 Meter.
Während in den Flusstälern Mischwald und borealer Nadelwald vorherrschen, sind rund 65 Prozent des Parks mit subalpiner Tundra bedeckt, darüber hinaus sind die Gipfelregionen vergletschert, das Braithwaite Icefield befindet sich in der Mitte des Parks zwischen Azure Lake und Hobson Lake.
Der Zugang zum Park erfolgt in der Regel von Clearwater aus, am Highway 5, der hier auch Southern Yellowhead Highway genannt wird.

## Vulkanismus
Große Teile des Parks sind von Zeichen vulkanischer Aktivität – erkalteten Lavaströmen, Vulkankegeln und Kratern – geprägt, welche teilweise erst 400 Jahre alt sind. Ältere Zeichen von Vulkanismus sind teilweise glazial überformt. Im Bereich des Parks erheben sich zahlreiche Erhebungen, die auf vulkanische Aktivität zurückzuführen sind:
- Kostal Cone (polygenetischer Schlackenkegel, 52.17 N, 119.94 W, entstanden im Holozän)
- Pillow Creek (subglazialer Vulkan, 52.02 N, 119.84 W, entstanden im Pleistozän)
- Gage Hill (Tuya, 52.05 N, 120.01 W, entstanden im Pleistozän)
- Dragon Cone (Schlackenkegel, 52,25 N, 120,02 W, entstanden im Holozän)
- Flourmill Cone (Schlackenkegel, 52,05° N, 120,32° W, entstanden im Holozän)
- Pointed Stick Cone (erodierter Schlackenkegel, 52,24° N, 120,08° W, entstanden im Holozän)
- Spanish Lake Centre (polygenetischer Schlackenkegel, 52,07° N, 120,31° W, entstanden im Holozän)
- Spanish Bonk (Basaltkegel, 52,13° N, 120,37° W,  entstanden im Pleistozän)
- Ray Mountain (subglazialer Vulkan, 52,24° N, 120,11° W, entstanden im Pleistozän)
- Spanish Mump (subglazialer Vulkan, 52,16° N, 120,33° W, entstanden im Pleistozän)
- Jack's Jump (subglazialer Vulkan, 52,12° N, 120,05° W, entstanden im Pleistozän)
- Hyalo Ridge (Tuya, 52,11° N, 120,36° W, entstanden im Pleistozän)
- McLeod Hill (Tuya, 52,02° N, 120,01° W, entstanden im Pleistozän)
- Mosquito Mound (Tuya, 52,02° N, 120,18° W, entstanden im Pleistozän)
- Buck Hill (Schlackenkegel, 51,80° N, 119,98° W, entstanden im Pleistozän)
- Ida Ridge  (erodierter Schlackenkegel, 51,80° N, 119,94° W, entstanden im Pleistozän)
- Fiftytwo Ridge (subglazialer Vulkan, 51,93° N, 119,98° W, entstanden im Pleistozän)
- Flatiron (erodiertes Schlackenfeld, 51,88° N, 120,05° W, entstanden im Pleistozän)
- White Horse Bluff (submariner Vulkan, 51,90° N, 120,11° W, entstanden im Pleistozän)
- Pyramid Mountain (subglazialer Vulkan, 51,99° N, 120,10° W, entstanden im Pleistozän)

## Geschichte

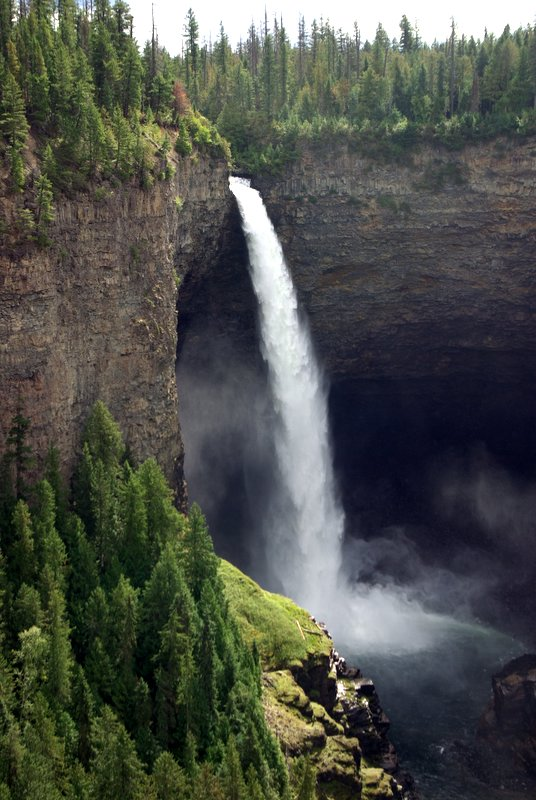
Helmcken Falls

Das Gebiet des Parks war vor Ankunft weißer Siedler hart umkämpfter Jagdgrund der Secwepemc und der Chilcotin, einige geographische Namen im Park – wie Battle Mountain, Battle Creek und Fight Lake – sprechen für die Heftigkeit der Kämpfe um die Beherrschung der Wanderrouten des Karibus. Etwa 35 archäologische Stätten geben Zeugnis von den indigenen Kulturen.
Im Rahmen des Cariboo-Goldrauschs versuchten einige Goldsucher erfolglos die Überquerung der Cariboo Mountains auf dem heutigen Parkgelände, eine gangbare Route wurde nicht gefunden.
Um 1870 begann die systematische Erforschung des Gebiets im Auftrag der Canadian Pacific Railway, doch die Entdeckung des Kicking Horse Pass im Jahre 1881 beendete die Suche nach einem Übergang über die Cariboo Mountains. Ende des 19. Jahrhunderts kamen vereinzelt Goldsucher in das Gebiet, einzelne Farmen und eine bescheidene Holzindustrie entstanden in den Tälern des North Thompson River und des Clearwater River.
Die Entdeckung der Helmcken Falls im Jahr 1913 erhöhte den Druck auf die Provinzverwaltung, das Gelände unter Schutz zu stellen.
Der Park wurde am 28. November 1939 eingerichtet und zu Ehren von Arthur Wellesley Gray, einem Minister der Provinzregierung, benannt. Der Park erfuhr im April 1996 wesentliche Erweiterungen, die Clearwater River Corridor Addition (31 km²) schützt das Tal des Clearwater River bis nahe der Mündung in den North Thompson River, die Trophy Mountain Addition (69,3 km²) umfasst neun, steil nach Norden abfallende Gipfel und einige der am leichtesten zugänglichen Gebirgswiesen mit zahlreichen Gebirgsseen.

## Naturschutz
Neben dem Schutz von Flora und Fauna – hier durch eine große, nahezu unzugängliche Conservation Area – gilt den Zeugnissen vulkanischer Aktivität besonderes Augenmerk.
Bei dem Park handelt es sich um ein Schutzgebiet der Kategorie Ib (Wildnisgebiet).
Innerhalb des Ökosystems von British Columbia wird das Parkgebiet, auf Grund der Größe und der unterschiedlichen Bedingungen auch verschiedenen Ökozonen zugeordnet, diese sind die Interior Douglas Fir Zone, die Interior Cedar-Hemlock Zone, die Engelmann Spruce-Subalpine Fir Zone sowie die Alpine Tundra Zone.
Der Wald – hauptsächlich Nadelwald – wird von Hemlocktanne, Douglasie und Riesen-Lebensbaum geprägt, entlang der Seeufer und der Flussläufe finden sich vereinzelt Laubbäume. Unter anderem findet sich hier der Weinblatt-Ahorn.
Neben 219 Vogelarten sind alle im kanadischen Westen heimischen, größeren Säugetier-Arten im Park vertreten.

## Sehenswürdigkeiten
Der Park ist aufgrund seiner Größe in verschiedene Sektionen unterteilt, nur der als Wells Gray Korridor bezeichnete ist leicht erreichbar.

### Wells Gray Korridor

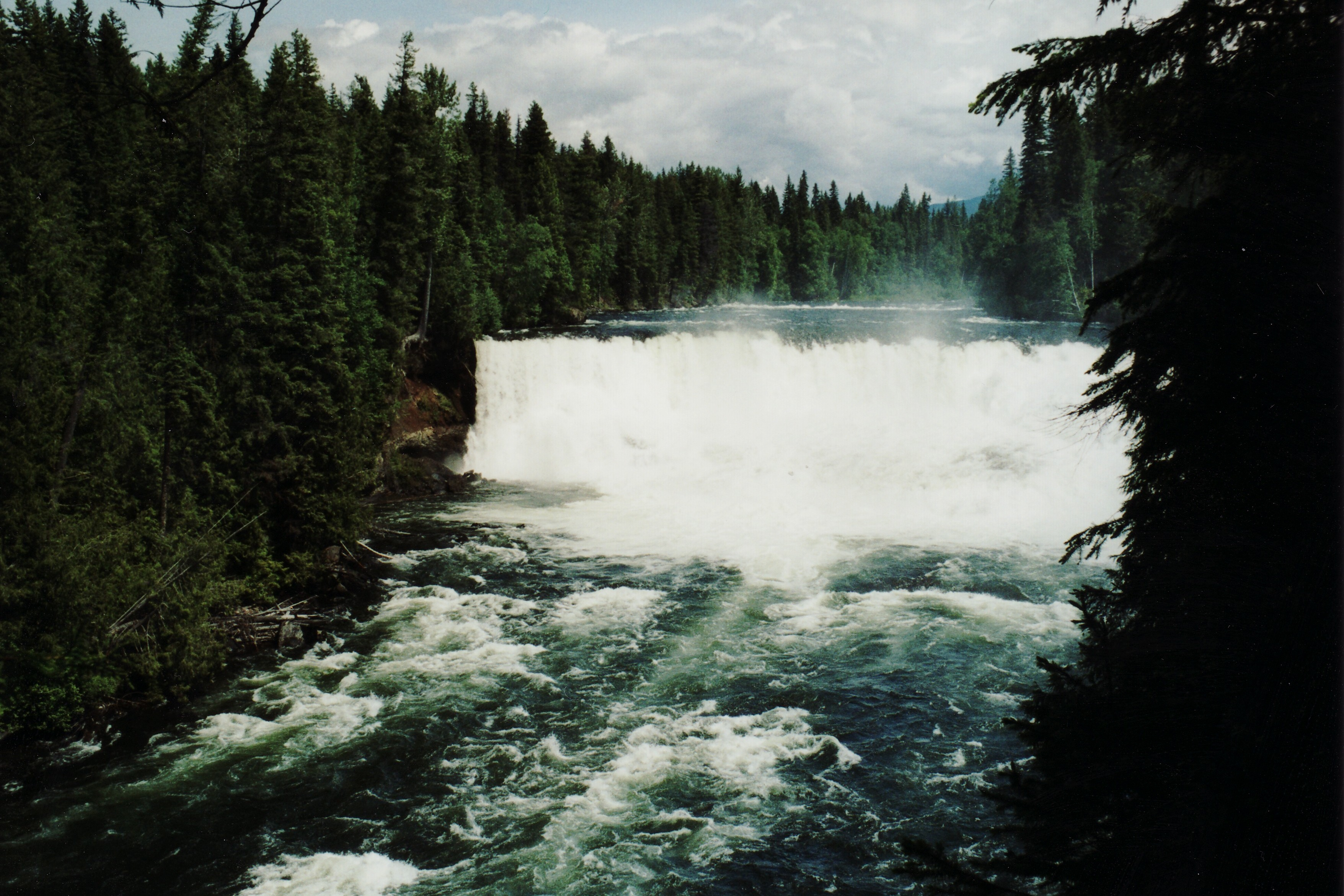
Dawson Falls

Der Wells Gray Korridor, der sich entlang der einzigen Zufahrt zum Clearwater Lake hinzieht, bietet einige spektakuläre Sehenswürdigkeiten:
- Green Mountain Viewing Tower – Ausblick über den südlichen Teil des Parks und zum Mahood Lake
- Dawson Falls – als Little Niagara Falls bezeichnet stürzt der Murtle River 15 Meter tief über eine 90 Meter breite Felsstufe
- Helmcken Falls – der Murtle River stürzt hier 141 Meter über eine Basaltstufe
- Ray Farm – Reste der ältesten im Park liegenden Ortschaft mit den Grabstätten des Farmers John Ray und seiner Frau Alice
- Bailey's Chute – die Stromschnellen sind insbesondere zur Zeit des Zugs der Lachse im August und September interessant
- Clearwater Lake – Südende des Gebirgssees

### Murtle Lake
Der See ist der größte See in Nordamerika, welcher ausschließlich durch nichtmotorisierte Boote befahren werden darf. Der einsame See besitzt eine Küstenlänge von mehr als 100 Kilometer. Der Zugang erfolgt über eine enge, 27 Kilometer lange Schotterstraße von Blue River aus; vom Parkplatz führt ein Wanderweg über 2,5 Kilometer bis zum Einsatzpunkt für Boote, welcher auch mit kleinen Bootswagen benutzt werden kann.

### Clearwater Azure Marine
Dieser Teil des Parks umfasst die beiden nördlich des Wells Gray Korridor gelegenen Seen Clearwater Lake und Azure Lake, beide mehr als 20 Kilometer lang und durch den Clearwater River miteinander verbunden. An ihren Ufern gibt es zahlreiche Wasserfälle, die bekanntesten sind:
- Rainbow Falls – am östlichen Ende des Azure Lake (Südufer)
- Garnet Falls – im westlichen Teil des Azure Lake (Nordufer)

Des Weiteren bieten beide in engen Gebirgstälern gelegenen Seen großartige Ausblicke auf die vergletscherte Buchanan Ridge (Garnet Peak 2.900 m) und das Massiv des Azure Mountain (2.495 m).

### Mahood Lake
Mahood Lake – der mit Abstand wärmste der großen Seen im Park, befindet sich im Westen des Parks und ist am besten von 100 Mile House über die Canim Lake Road und die FS Road #8100 oder vom Highway 24 zwischen Lone Butte und Roe Lake über die Mahood Lake Road zu erreichen.

### Spahats Creek
Das heute als Spahats Creek Section bekannte Gebiet, wurde 1965 als Spahats Creek Provincial Park unter Schutz gestellt und erst 1996 als Teil der Clearwater River Corridor Addition in den Wells Gray Provincial Park integriert. Hauptattraktion dieses leicht zugänglichen Bereiches 10 Kilometer nördlich von Clearwater sind die Spahats Falls.
Die von Hemlocktannen und Lebensbäumen beschattete Aussichtsplattform bietet sich hervorragend für Tierbeobachtung im Tal des Clearwater River an.

### Clearwater River

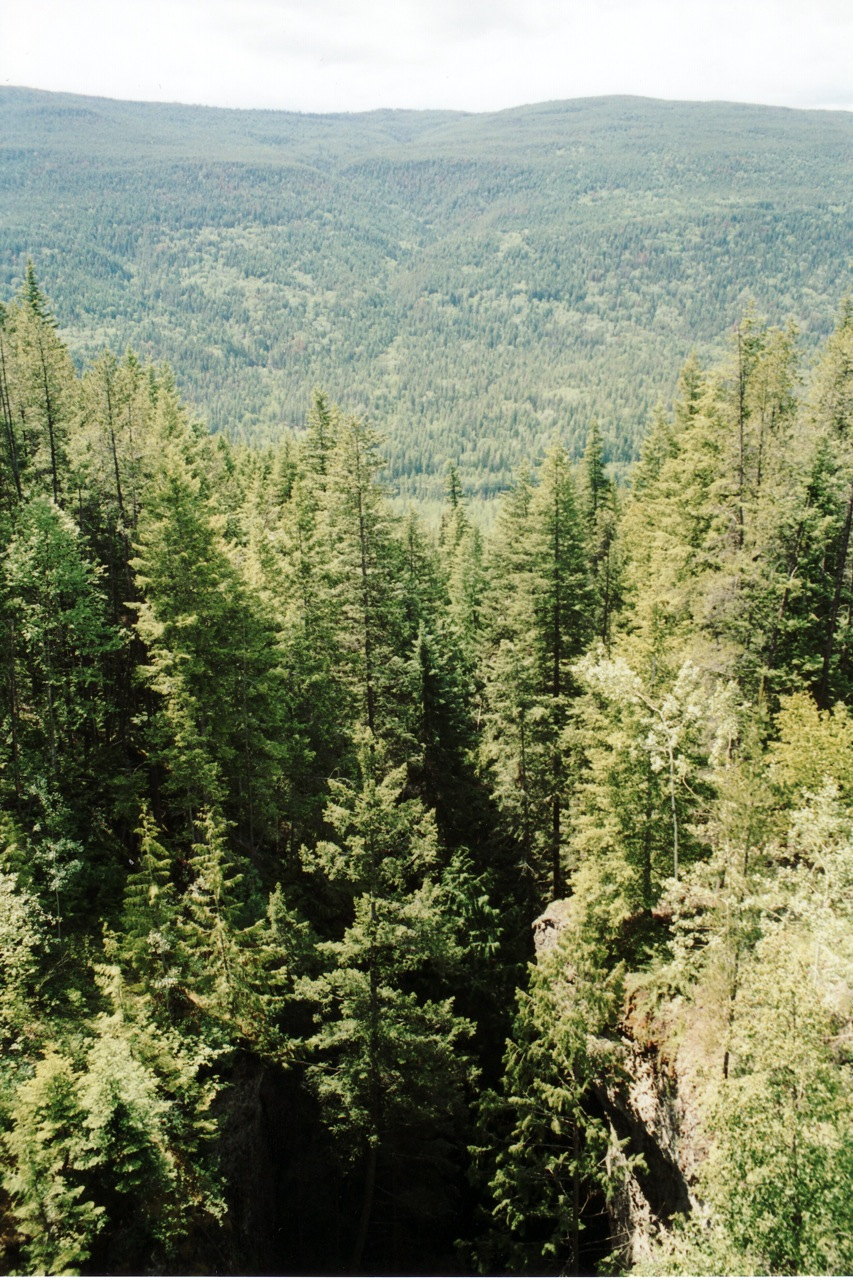
Blick über das Tal den Clearwater Canyon

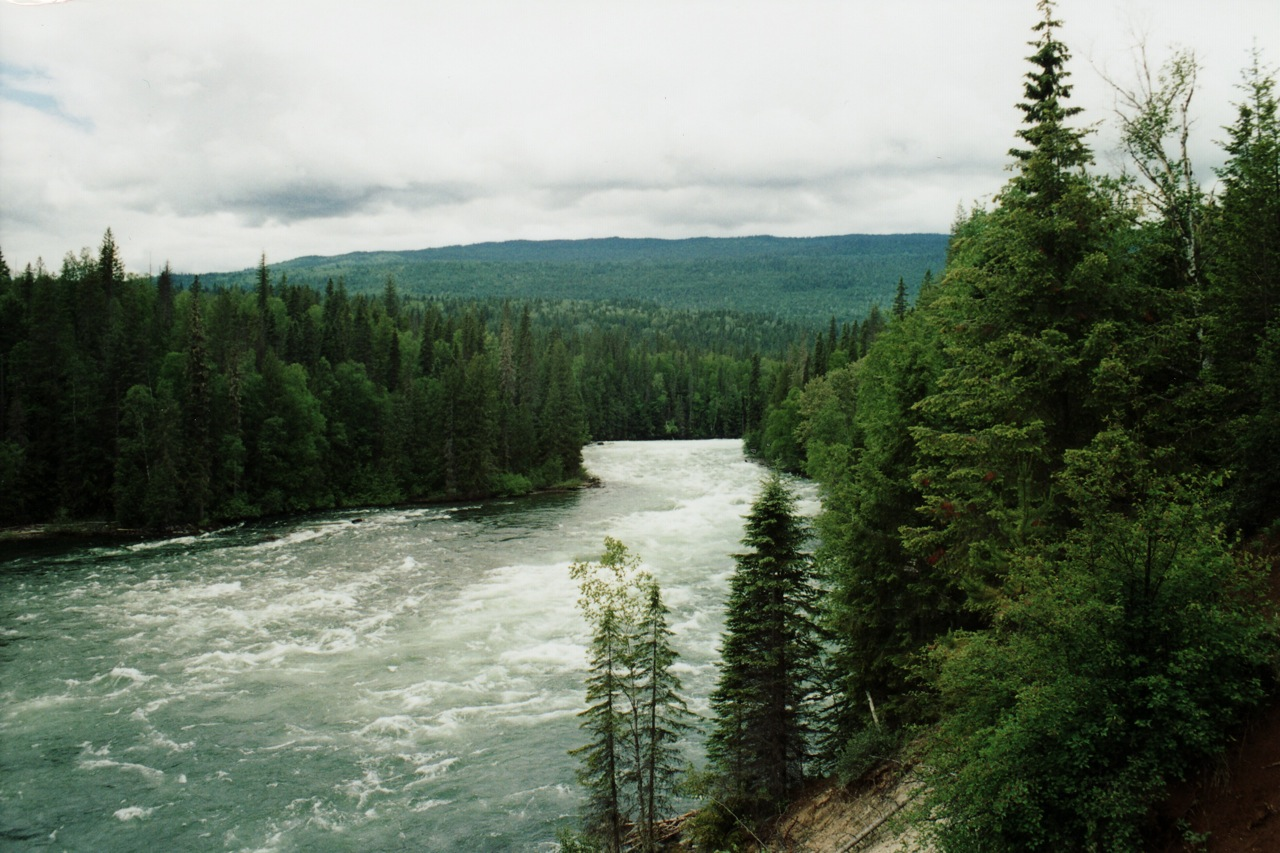
Blick über den Clearwater River nahe Bailey's Chute

Erst 1996 wurde das Tal des Clearwater River als Teil des Wells Gray Provincial Park unter Schutz gestellt, es ist reich an Zeugnissen des vulkanischen Erbes der Region – Kissenlava, Säulenbasalt und Lavaströme sind an einzelnen Stellen sichtbar. Neben den in anderen Teilen des Parks häufigen Nadelbäumen gibt es hier größere Bestände an Küsten-Kiefern, Espen und Birken.
Das Tal des Clearwater River ist ein bedeutendes Überwinterungsgebiet für Elche, daneben bietet das touristisch wenig erschlossene Gebiet ein Rückzugsgebiet für Maultierhirsche, Weißwedelhirsche, Schwarzbären, Kojoten und Dachse.

### Sogenanntes Backcountry
Diese Gebiete sind nahezu unzugänglich, man erreicht sie normalerweise ausschließlich nach mehrtägigen Wanderungen oder Kombinationen aus Kanutouren und Wanderungen. Ihr Reiz besteht hauptsächlich in ihrer Abgelegenheit und der Einsamkeit, denen der Reisende hier unterliegt.

## Aktivitäten
Der Park ist schon aufgrund seiner Größe nur teilweise erschlossen, weite Gebiete – speziell im Osten und Norden des Parks sind nahezu unzugänglich.

### Wells Gray Korridor

#### Wanderwege

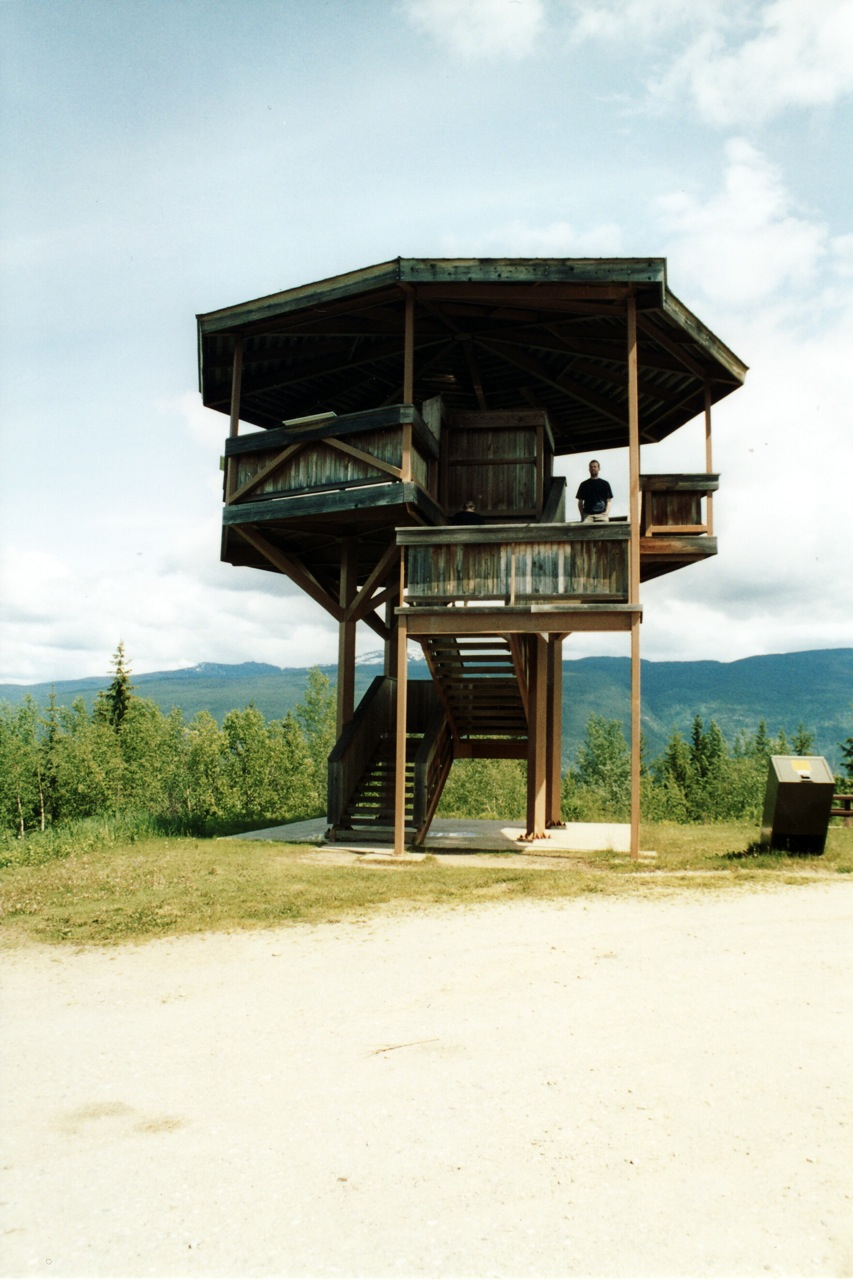
Aussichtsturm auf dem Green Mountain

Der Wells Gray Korridor ist Ausgangspunkt zahlreicher Wanderungen, die teilweise weit in abgelegene Gebiete hineinführen:
- Flat Iron Trail (leicht, 5 km) – Zugang zum Flat Iron, einem schmalen Tafelberg aus vulkanischem Gestein, Ausblick auf den Canyon des Hemp Creek
- Placid Lake Trail (leicht, 5 km) – Wanderung durch alten, ursprünglichen Wald; Möglichkeit der Beobachtung von Elchen und Vögeln
- Helmcken Brink Trail/Helmcken Falls Rim Trail (leicht, 8 km) – durch das bewaldete Tal des Murtle River zum oberen Ende des Wasserfalls
- North Rim Trail (leicht, 2 km) – entlang des Nordrandes des Helmcken Canyon zu einer Aussicht auf die Mündung des Murtle River in den  Clearwater River
- Horseshoe Trail (leicht, 1 km) – Zugang zum Clearwater River, Beobachtung des Laichens der Lachse im Juli und August (Vorsicht Bären!)
- Ray Farm Loop / Mineral Spring Trail (leicht, 6 km) – Blockhäuser der Ray Farm; Weg zu einer Mineralquelle entlang des Alice Lake
- Bailey's Choote / West Lake Loop (leicht, 5 km) – Weg zu den Stromschnellen, zum kleinen West Lake und zu den Donkey Falls führt durch urwüchsigen Wald
- Dragon's Tongue Trail (leicht, 4 km) – der Weg zu den Stitca Falls führt weiter zu einem nur ca. 7000 Jahre alten Lavafluss
- Chain Meadows (mittelschwer, 14 km) – entlang des Clearwater Lake zu den Osprey Falls und Ausblicken auf den Clearwater Lake und die Eastern Bluffs

#### Wassersport und Angeln
Während im System des Murtle River oberhalb der Helmcken Falls keine Lachse mehr vorkommen, ist der Clearwater River und seine Nebenflüsse ein bedeutendes Laichgebiet für mehrere Arten von Lachsfischen. Damit ist allerdings im Juli und August ein vermehrtes Auftreten von Grizzly-Bären im Uferbereich zu erwarten.
Neben dem Clearwater Lake bieten sich einige Abschnitte des Clearwater River für die Benutzung von Kanus und Kajaks an, jedoch sollte aufgrund zahlreicher Stromschnellen und Wasserfälle auf andere Regionen des Parks ausgewiesen werden.
Für die meisten der im Fluss vorkommenden Fische bestehen Fangbeschränkungen, so dass nur Sportangeln möglich ist.

### Murtle Lake

#### Wanderwege
Alle Wanderwege sind ausschließlich vom See aus erreichbar:
- Anderson Lake (einfach, 4 km) – verlassenes Blockhaus und großartige Aussicht über den Anderson Lake nach Norden
- File Creek/McDougall Lake Route (einfach, 1,5 km) – dient als Portage zwischen McDougall Lake und Murtle Lake
- Henrietta Lake (einfach, 1 km) – kleiner See südlich des Murtle Lake mit Möglichkeiten zum Angeln
- McDougall Falls (einfach, 5 km) – Pfad von der Diamond Lagoon durch das Tal des Murtle River zu den McDougall Falls
- Wavy Alpine (schwierig, 7 km) – in Richtung der Gipfel der Wavy Range

Weitere Wege gibt es zum Strait Lake, zum Central Mountain und zum Wave Crest Peak, eine Route vom File Creek in Richtung des McDougall Lake und des Kostal Lake wird von der Parkverwaltung nicht gewartet.
Für Besucher des Gebietes, welche nicht über ein Boot verfügen, besteht die Möglichkeit, einen Sandstrand 1,5 Kilometer hinter dem Einsatzpunkt der Boote zu besuchen, andere Möglichkeiten für Tagesausflügler bestehen nicht.

#### Wassersport und Angeln
Der See ist für Kanus und Kajaks geeignet, an seinen Ufern stehen an 20 Orten 69 einfache Campingplätze zur Verfügung. Die Bestände an Rotlachs und Regenbogenforelle ziehen Angler an.
Da das Wasser extrem kalt ist, sollte auch im Sommer auf das Schwimmen im See verzichtet werden, es gibt keine Rettungsschwimmer am See.

### Clearwater Azure Marine

#### Wanderwege
Dieser Teil des Parks ist Ausgangspunkt eines der anspruchsvollsten Trails auf dem Gelände des Schutzgebietes, zur Erkundung des nördlich gelegenen Hobson Lake führt ein Wanderpfad von der Verbindung beider Seen nach Norden.
Darüber hinaus bietet das Gebiet die folgenden kürzeren Wanderungen:
- Huntley Col Route (schwierig, 4 km, 1.300 m Höhenunterschied) – vom Nordufer des Azure Lake in Richtung des Mount Huntley
- Divers Bluff Route (schwierig, 1,5 km) – vom Diver Bluff Campground zu einem Aussichtspunkt über den Clearwater Lake

#### Wassersport und Angeln

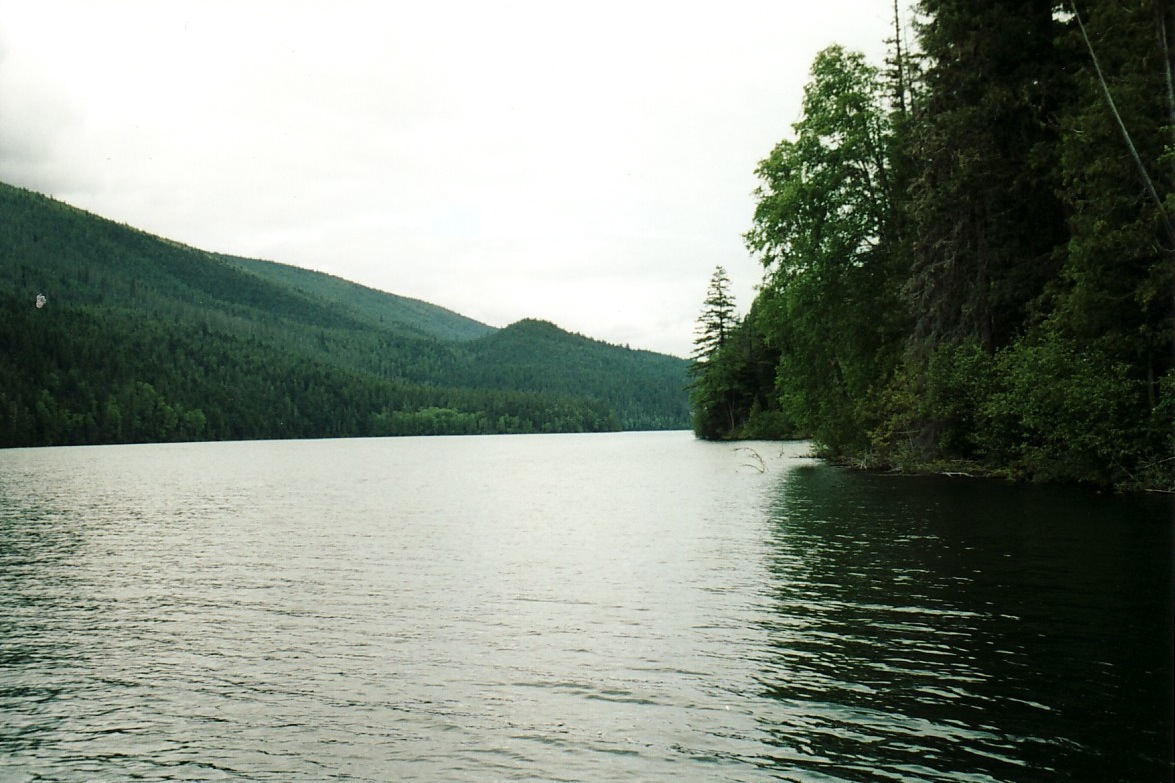
Clearwater Lake

Beide Seen sind für Motorboote geöffnet, der beide Seen verbindende Kanal kann mit diesen befahren werden, für nicht motorisierte Boote steht eine Portage zur Verfügung. Kommerzielle Anbieter führen organisierte Ausflüge vom südlichen Ende des Clearwater Lake aus durch.
Entlang der Ufer stehen 16 Campingplätze zur Verfügung, in beiden Seen besteht die Möglichkeit, Regenbogenforellen zu angeln.

### Mahood Lake

#### Wanderwege
Kurze Wanderungen führen zu drei kleinen photogenen Wasserfällen – Mahood, Canim und Deception Falls; ein etwa 4 km langer Trail führt zum abgelegenen Whale Lake.

#### Wassersport und Angeln
Da Mahood Lake als einziger der Seen im Park sein Wasser nicht direkt von Gletschern bezieht, ist er wesentlich wärmer und im Sommer auch zum Schwimmen geeignet, allerdings sind auch an dem hier befindlichen, etwa 200 Meter langen Strand keine Rettungsschwimmer vor Ort. Alle anderen Arten von Wassersport sind ebenso möglich, die Benutzung von Motorbooten ist gestattet.
Neben dem Campingplatz am Ende der Zufahrt zu diesem Teil des Parks befinden sich am Seeufer 3 Wilderness Camps, welche nur vom Wasser aus erreicht werden können.
Neben Regenbogenforelle und Rotlachs finden sich im Mahood Lake auch Amerikanischer Seesaibling, Gebirgsweissfisch und Quappe.

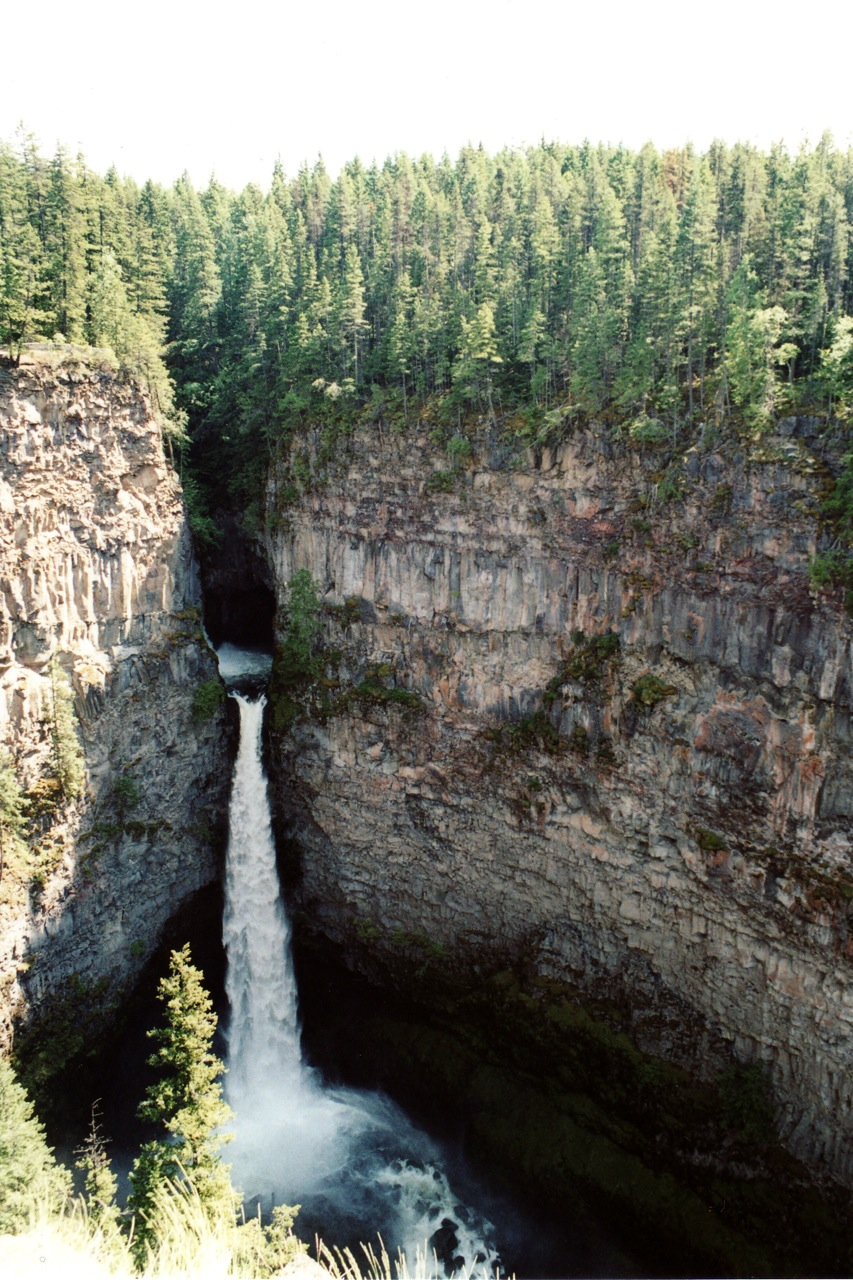
Spahat Falls

### Spahats Creek

#### Wanderwege
Ein kurzer Wanderweg führt von der Clearwater Valley Road zu einer Aussichtsplattform mit Blick über die spektakulären Spahats Falls, dieser setzt sich durch den eindrucksvollen Spahats Creek Canyon fort.

### Trophy Mountain

#### Wanderwege
Die einfachste Wanderung in einem der abgelegenen Gebiete befindet sich im Bereich des Trophy Mountain, der Zugang erfolgt über die FS Roads #80, #10 und #201 von der Wells Gray Park Road aus. Besonders im Juli und August, wenn die Blumen der Bergwiesen blühen, erfreut sich die nur 1 km lange Wanderung großer Beliebtheit. Sheila Lake kann nach weiteren 1,5 km erreicht werden, die nach 6 km erreichte Skyline Ridge ermöglicht einen großartigen Ausblick.

### Clearwater River

#### Wanderwege
Das erst seit 1996 zum Park gehörende Tal des Clearwater River ist touristisch nur wenig erschlossen, da es in erster Linie als Rückzugsgebiet für einige Tierarten dient. Der etwa 6 Kilometer lange Candle Creek Trail führt auf einem nur schlecht gewarteten Pfad teilweise über loses Geröll zu zwei weiteren Wasserfällen, den Candle Creek Falls und den Triple-Decker Falls. Nordöstlich der Ortschaft Clearwater gibt es außerhalb des Parks ein System von Wanderwegen, welches als Candle Creek Trails bezeichnet wird, dieses über 30 km lange System an Wanderwegen ist insbesondere im Winter als Skiroute populär.

### Sogenanntes Backcountry

#### Flourmills Volcano Area
Das im Westen des Parks nördlich des Mahood Lake gelegene Gebiet kann von 100 Mile House über die Canim Lake Road und die FS Roads #6000 und #7000 erreicht werden, die bis zum Spanish Lake an der Grenze des Parks führen. Der 25 Kilometer lange Wanderpfad führt über erkaltete, scharfkantige Lavaflüsse zu den Kegeln erloschener Vulkane und zu einem 50 Meter tiefen, mit Wasser gefüllten Krater. Entlang des Wegs werden keinerlei Einrichtungen geboten, nahe dem Flourmill Creek bestehen aber gute Möglichkeiten zum Camping.

#### Hobson Lake
Der Hobson Lake Trail verbindet über einen 15 Kilometer langen, schwierigen und schlecht gewarteten Wanderweg den nördlichsten der großen Seen des Parks mit der Clearwater Azure Marine Area. Am nördlichen Ende des Trails am Südende des Hobson Lake stehen Mietkanus zur Verfügung, die eine weitere Erkundung des Sees ermöglichen. Es gibt keine ausgewiesenen Campingplätze, doch sind bei Niedrigwasser im August und September ausreichend Möglichkeiten entlang des Seeufers gegeben. Die Wanderung kann nur bei Niedrigwasser bewältigt werden, da der Lickskillet Creek durchwatet werden muss.

#### Kostal Lake
Der Zugang zum Kostal Lake und weiter zum McDougall Lake kann einerseits vom Murtle Lake aus erfolgen, andererseits besteht die Möglichkeit eines Zugangs vom Clearwater Lake Campground aus, der über einen der schwierigsten Wanderwege des Parks führt. Bis zum Kostal Lake sind 24 km über steile Rampen, durch sumpfiges Gelände und durch dichtes Buschwerk zurückzulegen. Neben einem schwierig zu findenden Campingplatz am Kostal Lake steht etwa auf halber Strecke ein weiterer Campingplatz zur Verfügung. Der 4 km lange Abschnitt zum McDougall Lake, wo sich ein weiterer Campingplatz befindet, führt über einen vegetationslosen Aa-Lavafluss, dessen Überquerung geeignetes Schuhwerk erfordert.

#### Pyramid Mountain und Horseshoe Falls
Dieser Wanderpfad führt vom Pyramid Campground im Gebiet des Wells Gray Korridor durch das Tal des Murtle River zu den Horseshoe Falls, ein Seitentrail erklimmt den Pyramid Mountain – einen Tuya, von wo aus sich ein großartiger Ausblick über den südlichen Teil des Provinzparks bietet. Es gibt zwei Campingplätze, einen nördlich des Pyramid Mountain und einen oberhalb der Horseshoe Falls.

#### Stevens Lakes
Im östlichen Teil des Parks befindet sich die Kette der Stevens Lake, der Zugang erfolgt über Forestry Service Roads nördlich von Clearwater. Zunächst führt der Trail nach Norden durch subalpine Tundren und wendet sich dann nach Westen, um in Spitzkehren in das Tal des Snookwa Creek abzusteigen. Am sumpfigen Seeufer des südlichsten Sees befindet sich eine Möglichkeit zum Camping auf einer kleinen Halbinsel; am See finden sich Kanus, die zur Erkundung der Stevens Lakes genutzt werden können.

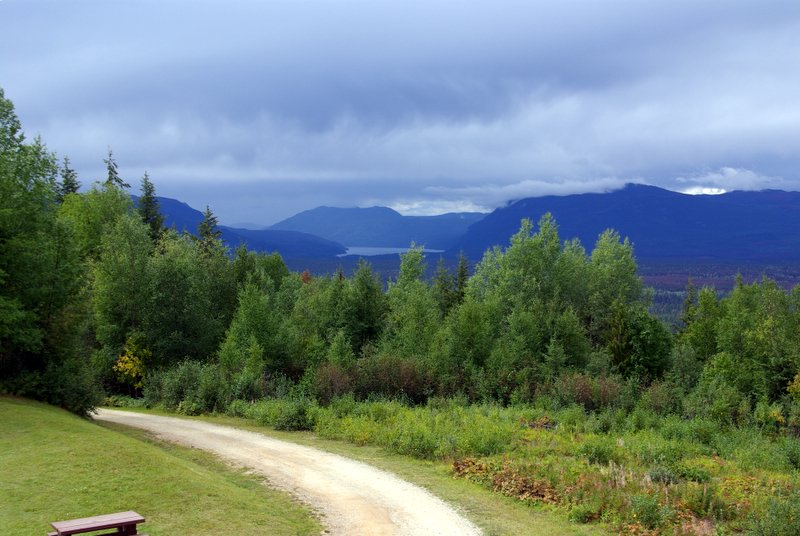
Blick vom Green Mountain über den Wells Gray Provincial Park

#### Green Mountains Canyonlands
Der 40 km lange Weg kann als Rundwanderung zwischen dem Flat Iron Trailhead und dem Whitehorse Bluffs Trailhead – beide im Wells Gray Korridor gelegen – durchgeführt werden. Entlang dieser relativ leicht zugänglichen Route im Südwesten des Parks gibt es einige gute Camps, organisierte Ausritte werden angeboten.

#### Battle Mountain
Der 30 Kilometer lange Wanderpfad führt von einem an der Hauptzufahrt zum Park gelegenen Trailhead durch den südlichen Teil des Parks. Steile Anstiege über loses Geröll stellen die größte Herausforderung an den Wanderer dar; am Campingplatz an den Fight Lake Meadows gibt es sogar eine Schutzhütte, die den Wanderer vor Witterungsunbilden schützen kann.